# Quốc hội Philippines
Quốc hội Philippines (tiếng Filipino: Kongreso ng Pilipinas) là cơ quan lập pháp quốc gia của Cộng hòa Philippines. Quốc hội là cơ quan lưỡng viện gồm Thượng viện và Viện dân biểu (tức Hạ viện).
Thượng viện gồm 24 thượng nghị sĩ, một nửa lại được bầu trong 3 năm. Mỗi thượng nghị sĩ có nhiệm kỳ 6 năm. Các thượng nghị sĩ được bầu bởi cử tri và không đại diện cho khu vực địa lý.
Viện dân biểu tối đa là 250 hạ nghị sĩ. Có 2 dạng hạ nghị sĩ: khu vực và nhóm. Các vị đại biểu sẽ đại diện cho khu vực bầu cử trên khắp cả nước. Tất cả các tỉnh có ít nhất 1 khu vực bầu cử. Một số thành phố cũng có khu vực bầu cử riêng, sắp xếp có 2 hay nhiều đại biểu.
Đại biểu theo nhóm đại diện cho nhóm người thiểu số. Điều này cho phép nhóm thiểu số được đại diện trong Quốc hội, thường thì không đại diện theo khu vực. Cũng được gọi là đại diện theo danh sách đảng, hạ nghị sĩ nhóm đại diện cho công đoàn, tổ chức nhân quyền, và tổ chức khác.
Hiến pháp quy định rằng Quốc hội sẽ họp phiên thường niên hàng năm vào ngày 4/7. Một phiên họp có thể kéo dài tới 30 ngày trước khi phiên họp thường kỳ năm tới được khai mạc. Tổng thống có thể triệu tập phiên họp đặc biệt giữa 2 phiên họp thường kỳ để xử lý tình trạng khẩn cấp hoặc vấn đề cấp bách. 

## Quyền hạn
Các quyền hạn của Quốc hội có thể được phân loại:

### Quyền lập pháp chung
Nó bao gồm việc phê duyệt của dự luật là quy tắc ứng xử để quản lý các mối quan hệ giữa các cá nhân (nghĩa là, luật dân sự, luật thương mại, v.v) hoặc giữa cá nhân và nhà nước (nghĩa là, luật hình sự, luật chính trị, v.v).

### Quyền bao hàm
Là điều cần thiết để thực hiện hiệu quả các quyền hạn khác tuyệt đối cấp đến Quốc hội.

### Quyền cố định
Đây là quyền hạn không rõ ràng và nhất định tuy nhiên được Quốc hội thực hiện vì cần thiết cho sự tồn tại của Quốc hội:
- Quyết định quy tắc cách tiến hành.
- Bắt buộc các thành viên vắng mặt tham dự để đạt được số đại biểu quy định trong các vấn đề nghị sự.
- Bảo quản biên bản cách tiến hành.

### Quyền lập pháp cụ thể
Được quy định trong Hiến pháp và đặc biệt chuyển đến thực hiện hoặc thi hành.
Quyền hạn của Quốc hội:
- Quyền bổ nhiệm;
- Quyền hành động như Hội đồng Lập hiến; (Viện dân biểu và Thượng viện tổ chức họp chung)
- Quyền buộc tội; (ban đầu nghi vấn quyền của Viện dân biểu, và xét xử quyền của Thượng viện)
- Quyền phê chuẩn hiệp ước; (chỉ có thượng viện)
- Quyền tuyên bố chiến tranh; (Viện dân biểu và Thượng viện tổ chức họp chung)
- Quyền ân xá;
- Quyền hành động như Ban vận động bỏ phiếu Tổng thống/ Phó tổng thống; (bằng cách lập ủy ban chung thuộc Quốc hội vận động)
- Quyền bất tuân lệnh;
- Quyền hỗn hợp;
- Quyền ủy thác;
- Quyền ngân sách;
- Quyền thuế;

### Quyền hành pháp
Quyền của Quốc hội trong hành pháp là:
- Bổ nhiệm công chức;
- Phê chuẩn hiệp ước;
- Bổ nhiệm Tổng thống thông qua Ủy ban bổ nhiệm;
- Quyền cách chức;

### Quyền giám sát
Quốc hội Philippines thi hành kiểm soát đáng kể và giám sát nhánh hành chính:
- Quyết định thành lập Bộ, cơ quan, văn phòng
- Xác định quyền hạn và chức năng của quan chức
- Quyết định ngân sách phù hợp với hoạt động chính quyền
- Quy định quy tắc và thủ tục và theo dõi

### Quyền bầu cử
Quyền bầu cử của Quốc hội Philippines là quyền:
- Bầu quan chức Nghị trưởng và quan chức khác của Viện dân biểu
- Hoạt động như Ban vận động cho cuộc bỏ phiều bầu Tổng thống và Phó Tổng thống
- Bầu Tổng thống trong bất cứ các trường hợp ràng buộc quyết định thông báo

### Quyền tư pháp
Hiến pháp quy định mỗi viện có quyền tư pháp riêng:
- Trừng trị thành viên vi phạm quy định với sự nhất trí của 2/3 tất cả thành viên, đình chỉ hoặc miễn nhiệm
- Đồng tình và chấp thuận ân xá của Tổng thống
- Đề xướng, truy tố và quyết định luận tội
- Quyết định phản đối bầu cử của thành viên thông qua Tòa án bầu cử

### Quyền hạn khác
Các quyền khác của Quốc hội bắt buộc bởi Hiến pháp:
- Ủy quyền Ủy ban kiểm toán kiểm tra quỹ và tài sản
- Ủy quyền Tổng thống khắc phục thuế quan, hạn ngạch và món nợ
- Ủy quyền Tổng thống xây dựng quy tắc và quy định trong tình trạng khẩn cấp
- Phục hồi lập pháp huyện dựa trên tiêu chuẩn của Hiến pháp
- Thi hành pháp luật và tự chủ
- Thiết lập Ủy ban Quốc ngữ
- Thi hành giáo dục trung học công lập miễn phí
- Chấp thuận việc sử dụng tài nguyên thiên nhiên ở quy mô nhỏ
- Xác định giới hạn đất rừng và vườn quốc gia
- Xác định quyền sở hữu và quy mô lãnh thổ di truyền
- Thiết lập cơ quan kinh tế và quy hoạch độc lập

## Xây dựng luật
- Chuẩn bị dự thảo
Thành viên hoặc ban soạn thảo dự luật của Cục tham khảo và nghiên cứu chuẩn bị và soạn thảo theo yêu cầu của các thành viên
- Phiên họp giới thiệu 
  1. Dự luật được đệ trình với Ban dự thảo và liệt kê và cùng được đánh số và mô phỏng
  2. 3 ngày sau khi đệ trình, đều được đưa vào công tác thủ tục trong phiên giới thiệu
  3. Phiên họp đầu tiên, Tổng thư ký đọc tiêu đề và số dự thảo. Người phát ngôn chuyển đến cho các Ủy ban phù hợp
- Xem xét/ hoạt động của Ủy ban
  1. Ủy ban nơi hoá đơn được chuyển đến ước lượng để xác định nhu cầu của tiến hành đối thoại với công chúng.

  - Nếu Ủy ban thấy cần phải tiến hành đối thoại với công khai, xếp lịch thời gian từ đó, nêu vấn đề thông báo công khai và mời người có tài từ khu vực tư nhân và công cộng, trường đại học, và chuyên gia về dự luật.
  - Nếu Ủy ban thấy không cấn thiết phải tiền hành công khai, xếp lịch dự thảo cho Ủy ban soạn thảo

  1. Dựa trên kết quả của đối thoại với công khai hoặc Ủy ban thảo luận, Ủy ban có thể trình sửa đổi, dự thảo củng cố trên cùng một chủ đề, hoặc đề nghị thay thế dự thảo. Rồi chuẩn bị bản báo cáo ủy ban tương ứng.
  2. Ủy ban chấp thuận bản báo cáo Ủy ban và chính thức truyền cùng đến Ban sự vụ toàn thể
- Phiên họp thứ 2
  1. Bản báo cáo Ủy ban được đăng ký và đánh số bởi Ban dự thảo và liệt kê. Sau đó được đưa vào thứ tự công tác và chuyển tới cho Ủy ban về điều lệ.
  2. Ủy ban về điều lệ xếp lịch đưa ra phiên họp thứ 2 xem xét.
  3. Khai mạc phiên họp thứ 2, Tổng thư ký đọc số, tiêu đề và văn bản của dự thảo và những điều sau:

  - Thời gian bảo trợ và tranh luận
  - Thời gian sửa đổi, bổ sung
  - Biểu quyết, có thể bằng:
    1. bằng lời nói
    2. tính bởi kiểm phiếu viên
    3. nhóm của viện
    4. bỏ phiếu danh nghĩa
- Phiên họp thứ 3
  1. Việc sửa đổi, nếu có, được biên tập lại và in bản sao dự thảo mô phỏng tới phiên họp thứ 3
  2. Dự thảo biên tập lại được đưa vào gồm lịch của Dự thảo cho phiên họp thứ 3 và bản sao được phân phối đến tất cả thành viên ba ngày trước phiên họp thứ 3.
  3. Trong phiên họp thứ 3, Tổng thư ký chỉ đọc số, tiêu đề của dự luật
  4. Một cuộc triệu tập các thành viên gọi tên hoặc biểu quyết, nếu muốn, đại biểu được trao 3 phút để giải thích lá phiếu của mình.

  - Dự luật được thông qua bằng phiếu thuận của đa số Thành viên giới thiệu.
  - Nếu không được tán thành, dự thảo sẽ được chuyển tới cơ quan lưu trữ.
- Chuyển dự thảo bỏ phiếu tại Thượng viện

Dự thảo được chấp thuận truyền đến Thượng nghị viện cho sự nhất trí.
- Hoạt động của Thượng viện về sự chấp thuận dự luật

Tương tự như cách làm luật tại Viện dân biểu.
- Ủy ban hội nghị
  1. Ủy ban hội nghị được thiết lập và được tạo thành từ thành viên từ mỗi nghị viện để giải quyết, hoà hợp hoặc giải quyết sự khác biệt hoặc bất đồng về bất kỳ điều khoản nào trong dự thảo.
  2. Người tham gia hội nghị không giới hạn ở giải hòa sự khác biệt trong dự thảo nhưng có thể giới thiệu quy định thích hợp mới cho nội dung đang thảo luận hoặc có thể báo cáo ra dự thảo mới hoàn toàn về vấn đề này.
  3. Ủy ban hội nghị chuẩn bị báo cáo và sẽ được tất cả thành viên tham dự hội nghị và Nghị trưởng ký vào.
  4. Bản báo cáo của Ủy ban được trình xem xét/phê chuẩn tại 2 viện. Sửa đổi không được phép.
- Chuyển dự thảo cho Tổng thống

Bản sao dự thảo có chữ ký Nghị trưởng Viện dân biểu và Chủ tịch Thượng viện được sự chứng nhận bởi Tổng thư ký Thượng viện và Viện dân biểu, được trình lên Tổng thống.
- Hoạt động của Tổng thống với dự thảo

Nếu dự thảo được Tổng thống phê chuẩn, nó được gắn số RA và được chuyển tới viện, nơi phát hành.
- Hoạt động dự thảo được phê chuẩn

Dự thảo được sao chép và bản sao sẽ được gửi tới văn phòng công báo văn phòng công bố và được phân phối tới cơ quan thi hành. Nó bao gồm sự biên soạn hành năm của Đạo luật và Nghị quyết.
- Hoạt động dự thảo bị phủ quyết

Thông điệp được đưa vào nghị trình. Nếu Quốc hội quyết định gạt qua một bên bác bỏ, Viện dân biểu và Thượng viện sẽ tiến hành riêng để xem xét lại dự thảo hoặc điều khoản phủ quyết của dự thảo. Nếu dự thảo hoặc khoản phủ quyết của nó được trao bởi bỏ phiếu của hai phần ba thành viên của mỗi viện, như vậy dự thảo và khoản phủ quyết sẽ trở thành định luật.

## Điều kiện biểu quyết
| Điều kiện                 | Thượng viện | Viện dân biểu | Phiên họp chung                                                                                   | Tất cả thành viên                                                                      |
| ------------------------- | --- | --- | ------------------------------------------------------------------------------------------------- | -------------------------------------------------------------------------------------- |
| 1/5                       | - Yêu cầu ghi chép phiếu thuận và phiếu chống về mọi vấn đề                                                                    | - Yêu cầu ghi chép phiếu thuận và phiếu chống về mọi vấn đề                                                              | N/A                                                                                               | N/A                                                                                    |
| 1/3                       | N/A | - Thông qua bản luận tội                                                                                                 | N/A                                                                                               | N/A                                                                                    |
| Đa số (50% +1 thành viên) | - Bầu Chủ tịch Thượng viện | - Bầu Nghị trưởng Viện dân biểu                                                                                          | - Thu hồi quân luật - Thu hồi đình chỉ đặc quyền lệnh đình quyền giam giữ - Đồng ý ban hành ân xá | - Trình bày tới câu hỏi của khu bầu cử triệu tập Hội nghị hiến pháp - Cấp sự miễn thuế |
| Đa số (50% +1 thành viên) | - Thông qua luật - Bầu Tổng thống trong trường hợp phiếu ngang bằng. - Chấp nhận sự bổ nhiệm của Tổng thống cho Phó Tổng thống | | - Thu hồi quân luật - Thu hồi đình chỉ đặc quyền lệnh đình quyền giam giữ - Đồng ý ban hành ân xá | - Trình bày tới câu hỏi của khu bầu cử triệu tập Hội nghị hiến pháp - Cấp sự miễn thuế |
| 2/3                       | - Đình chỉ hoặc miễn nhiệm thành viên - Chỉ định Phó Tổng thống là quyền Tổng thống - Gạt quyền phủ quyết của Tổng thống       | - Đình chỉ hoặc miễn nhiệm thành viên - Chỉ định Phó Tổng thống là quyền Tổng thống - Gạt quyền phủ quyết của Tổng thống | - Tuyên bố chiến tranh quốc gia                                                                   | - Triệu tập Hội nghị Hiến pháp                                                         |
| 2/3                       | - Kết tội buộc tội quan chức - Nhất trí về hiệp ước                                                                            | N/A | - Tuyên bố chiến tranh quốc gia                                                                   | - Triệu tập Hội nghị Hiến pháp                                                         |
| 3/4                       | N/A | N/A | N/A                                                                                               | - Thông qua việc sửa đổi hoặc bổ sung Hiến pháp                                        |

Trong hầu hết các trường hợp, chẳng hạn như phê duyệt dự thảo luật cần đa số thành viên có mặt. Hoặc bầu quan chức chủ tọa thì cần đa số tất cả thành viên kể cả ghế trống.

## Các cuộc bầu cử gần đây

### Thượng viện
Bầu cử Thượng viện gần đây nhất diễn ra ngày 13/5/2013. Cách lựa chọn lấy 12 ứng viên có phiếu cao nhất được bầu.
| Đảng             | Đảng                                                            | Phiếu bầu     | Phiếu bầu     | Phiếu bầu     | Thay đổi      | Thay đổi   | Thay đổi         | Thay đổi  | Thay đổi | Thay đổi | Ghế         | Ghế                  | Ghế         | Ghế         | Ghế        | Ghế |
| Đảng             | Đảng                                                            | Tổng          | %             | Thay đổi      | Tham dự       | Thành công | Không thành công | Tăng thêm | Giữ được | Thất bại | Chiến thắng | Kết thúc Quốc hội 15 | Quốc hội 16 | Quốc hội 16 | +/−        |     |
| Đảng             | Đảng                                                            | Tổng          | %             | Thay đổi      | Tham dự       | Thành công | Không thành công | Tăng thêm | Giữ được | Thất bại | Chiến thắng | Kết thúc Quốc hội 15 | Bắt đầu     | %           | +/−        |     |
| ---------------- | --------------------------------------------------------------- | ------------- | ------------- | ------------- | ------------- | ---------- | ---------------- | --------- | -------- | -------- | ----------- | -------------------- | ----------- | ----------- | ---------- | --- |
|                  | UNA (Đảng Liên minh quốc gia)                                   | 80,257,922    | 26.97%        | 11.11%        | 8             | 1          | 2                | 1         | 2        | 0        | 3           | 3                    | 5           | 21%         | 2          |     |
|                  | Nacionalista (Đảng Quốc dân)                                    | 45,531,389    | 15.30%        | 1.40%         | 3             | 3          | 2                | 0         | 3        | 0        | 3           | 5                    | 5           | 21%         | Giữ nguyên |     |
|                  | Liberal (Đảng Tự do)                                            | 33,678,948    | 11.32%        | 15.02%        | 3             | 1          | 3                | 0         | 1        | 0        | 1           | 4                    | 4           | 17%         | Giữ nguyên |     |
|                  | NPC (Đảng Liên minh nhân dân quốc gia)                          | 30,204,220    | 10.15%        | 5.63%         | 2             | 1          | 1                | 0         | 1        | 0        | 1           | 2                    | 2           | 8%          | Giữ nguyên |     |
|                  | LDP (Đảng Đấu tranh Dân chủ Philippines)                        | 16,005,564    | 5.38%         | 5.38%         | 1             | 1          | 0                | 0         | 1        | 0        | 1           | 1                    | 1           | 4%          | Giữ nguyên |     |
|                  | PDP-Laban (Đảng Dân chủ Philippines- Quyền lực Nhân dân)        | 14,725,114    | 4.95%         | 2.72%         | 1             | 1          | 1                | 0         | 1        | 0        | 1           | 1                    | 1           | 4%          | Giữ nguyên |     |
|                  | Akbayan (Đảng hành động công dân Akbayan)                       | 10,944,843    | 3.68%         | 3.68%         | 1             | 0          | 0                | 0         | 0        | 0        | 0           | 0                    | 0           | 0%          | Giữ nguyên |     |
|                  | Bangon Pilipinas (Đảng Philippines vùng lên)                    | 6,932,985     | 2.33%         | 0.15%         | 1             | 0          | 0                | 0         | 0        | 0        | 0           | 0                    | 0           | 0%          | Giữ nguyên |     |
|                  | Makabayan (Liên hiệp Nhân dân Ái quốc)                          | 4,295,151     | 1.44%         | 1.44%         | 1             | 0          | 0                | 0         | 0        | 0        | 0           | 0                    | 0           | 0%          | Giữ nguyên |     |
|                  | Ang Kapatiran (Liên minh vì lợi ích chung)                      | 2,975,641     | 1.00%         | 0.16%         | 3             | 0          | 0                | 0         | 0        | 0        | 0           | 0                    | 0           | 0%          | Giữ nguyên |     |
|                  | DPD (Đảng Dân chủ Philippines)                                  | 2,500,967     | 0.84%         | 0.84%         | 3             | 0          | 0                | 0         | 0        | 0        | 0           | 0                    | 0           | 0%          | Giữ nguyên |     |
|                  | Nhóm Xã hội công bằng                                           | 1,240,104     | 0.42%         | 0.42%         | 1             | 0          | 0                | 0         | 0        | 0        | 0           | 0                    | 0           | 0%          | Giữ nguyên |     |
|                  | Lakas-CMD (Đảng Quyền lực Nhân dân-Thiên chúa Hồi giáo Dân chủ) | Không tham dự | Không tham dự | Không tham dự | Không tham dự | 1          | 2                | 0         | 0        | 0        | 0           | 3                    | 2           | 8%          | 1          |     |
|                  | PRP (Đảng Cải cách Nhân dân)                                    | Không tham dự | Không tham dự | Không tham dự | Không tham dự | 0          | 1                | 0         | 0        | 0        | 0           | 1                    | 1           | 4%          | Giữ nguyên |     |
|                  | Độc lập                                                         | 48,332,949    | 16.24%        | 8.16%         | 5             | 2          | 0                | 0         | 2        | 0        | 2           | 3                    | 3           | 13%         | Giữ nguyên |     |
| Chỗ trống        | Chỗ trống                                                       | —             | —             | —             | —             | 1          | 0                | 0         | 0        | 1        | —           | 1                    | 0           | 0%          | 1          |     |
| Tổng số phiếu    | Tổng số phiếu                                                   | 297,625,797   | N/A           |               | 33            | 12         | 12               | 1         | 10       | 1        | 12          | 24                   | 24          | 100%        | Giữ nguyên |     |
| Số người tham dự | Số người tham dự                                                | 40,144,207    | 75.77%        | 1.43%         |               |            |                  |           |          |          |             |                      |             |             |            |     |
| Cử tri đăng ký   | Cử tri đăng ký                                                  | 52,982,173    | 100%          | 3.24%         |               |            |                  |           |          |          |             |                      |             |             |            |     |

### Viện dân biểu
Cử tri có 2 phiếu bầu cho Viện dân biểu: một phiếu cho đại diện Quốc hội quận và một phiếu bầu theo danh sách hệ thống đảng còn được gọi đại diện khu vực, đại diện khu vực không quá 20% Viện dân biểu.
Để xác định bên chiến thắng theo danh sách hệ thống đảng, một đảng phải vượt ngưỡng 2% phiều bầu hợp lệ; thường bên nào nhiều phiếu nhất có tối đa 3 ghế, còn lại 2 ghế. Nếu số ghế các bên vượt 2% mà không đủ 20% thì bên nào có số phiếu ít hơn 2% có 1 ghế, cho đến khi yêu cầu 20% được áp dụng.
| Đảng/liên minh                                | Đảng/liên minh                                                                            | Đảng/liên minh                                | số người dân bầu | số người dân bầu                                                                  | số người dân bầu                                                                  | Thay đổi                                                                          | Thay đổi                                                                          | Thay đổi                                                                          | Thay đổi                                                                          | Thay đổi                                                                          | Thay đổi                                                                          | Ghế                                                                               | Ghế                                                                               | Ghế                                                                               |
| Đảng/liên minh                                | Đảng/liên minh                                                                            | Đảng/liên minh                                | Tổng             | %                                                                                 | Thay đổi                                                                          | Ứng cử                                                                            | Thành công                                                                        | Tăng                                                                              | Giữ được                                                                          | Thất bại                                                                          | Thắng                                                                             | Được bầu                                                                          | %                                                                                 | +/−                                                                               |
| --------------------------------------------- | ----------------------------------------------------------------------------------------- | --------------------------------------------- | ---------------- | --------------------------------------------------------------------------------- | --------------------------------------------------------------------------------- | --------------------------------------------------------------------------------- | --------------------------------------------------------------------------------- | --------------------------------------------------------------------------------- | --------------------------------------------------------------------------------- | --------------------------------------------------------------------------------- | --------------------------------------------------------------------------------- | --------------------------------------------------------------------------------- | --------------------------------------------------------------------------------- | --------------------------------------------------------------------------------- |
|                                               |                                                                                           | Liberal (Đảng Tự do)                          | 10,557,265       | 38.31%                                                                            | 18.38%                                                                            | 160                                                                               | 93                                                                                | 22                                                                                | 84                                                                                | 9                                                                                 | 4                                                                                 | 110                                                                               | 37.7%                                                                             | 17                                                                                |
|                                               | Bukidnon Paglaum (Hy vọng cho Bukidnon)                                                   | 100,405                                       | 0.36%            | 0.36%                                                                             | 1                                                                                 | 1                                                                                 | 0                                                                                 | 1                                                                                 | 0                                                                                 | 0                                                                                 | 1                                                                                 | 0.3%                                                                              | Giữ nguyên                                                                        |                                                                                   |
|                                               | Kusug Agusanon (Agusan Tiến bộ)                                                           | 71,436                                        | 0.26%            | 0.26%                                                                             | 1                                                                                 | 1                                                                                 | 0                                                                                 | 1                                                                                 | 0                                                                                 | 0                                                                                 | 1                                                                                 | 0.3%                                                                              | Giữ nguyên                                                                        |                                                                                   |
|                                               | KKK (Đấu tranh cho Hòa bình, tiến bộ và công lý)                                          | 54,425                                        | 0.20%            | 0.16%                                                                             | 2                                                                                 | [ hd 3 ]                                                                          | 0                                                                                 | 0                                                                                 | 0                                                                                 | 0                                                                                 | 0                                                                                 | 0.0%                                                                              | Giữ nguyên                                                                        |                                                                                   |
|                                               | Akbayan (Đảng hành động công dân Akbayan)                                                 | 34,239                                        | 0.12%            | 0.12%                                                                             | 1                                                                                 | 0                                                                                 | 0                                                                                 | 0                                                                                 | 0                                                                                 | 0                                                                                 | 0                                                                                 | 0.0%                                                                              | Giữ nguyên                                                                        |                                                                                   |
| Liên minh Đảng Tự do                          | Liên minh Đảng Tự do                                                                      | 10,817,770                                    | 39.22%           | 19.77%                                                                            | 165                                                                               | 95                                                                                | 22                                                                                | 85                                                                                | 9                                                                                 | 4                                                                                 | 112                                                                               | 38.6%                                                                             | 17                                                                                |                                                                                   |
|                                               |                                                                                           | UNA (Đảng Liên minh Quốc gia)                 | 3,140,381        | 9.31%                                                                             | 9.31%                                                                             | 55                                                                                | 11                                                                                | 3                                                                                 | 5                                                                                 | 6                                                                                 | 0                                                                                 | 8                                                                                 | 2.7%                                                                              | 3                                                                                 |
|                                               | Partido Demokratiko Pilipino-Lakas ng Bayan (Đảng Dân chủ Philippines–Quyền lực Nhân dân) | 281,320                                       | 1.02%            | 0.29%                                                                             | 13                                                                                | [ hd 4 ]                                                                          | 0                                                                                 | 0                                                                                 | 0                                                                                 | 0                                                                                 | 0                                                                                 | 0.0%                                                                              | Giữ nguyên                                                                        |                                                                                   |
|                                               | Pwersa ng Masang Pilipino (Lực lượng quần chúng Filipino)                                 | 144,030                                       | 0.52%            | 1.98%                                                                             | 11                                                                                | [ hd 5 ]                                                                          | 0                                                                                 | 0                                                                                 | 0                                                                                 | 0                                                                                 | 0                                                                                 | 0.0%                                                                              | Giữ nguyên                                                                        |                                                                                   |
|                                               | KABAKA (Hội viên của Quốc gia tiến bộ)                                                    | 94,966                                        | 0.34%            | 0.14%                                                                             | 1                                                                                 | 1                                                                                 | 0                                                                                 | 1                                                                                 | 0                                                                                 | 0                                                                                 | 1                                                                                 | 0.3%                                                                              | Giữ nguyên                                                                        |                                                                                   |
|                                               | Magdiwang (Đảng Magdiwang)                                                                | 23,253                                        | 0.08%            | 0.06%                                                                             | 1                                                                                 | 0                                                                                 | 0                                                                                 | 1                                                                                 | 0                                                                                 | 0                                                                                 | 1                                                                                 | 0.3%                                                                              | 1                                                                                 |                                                                                   |
|                                               | One Cebu (Một Cebu)                                                                       | 21,936                                        | 0.08%            | 0.08%                                                                             | 1                                                                                 | 0                                                                                 | 0                                                                                 | 0                                                                                 | 0                                                                                 | 0                                                                                 | 0                                                                                 | 0.0%                                                                              | Giữ nguyên                                                                        |                                                                                   |
| Liên minh Quốc gia Liên minh                  | Liên minh Quốc gia Liên minh                                                              | 3,705,886                                     | 11.36%           | 3.55%                                                                             | 82                                                                                | 12                                                                                | 3                                                                                 | 7                                                                                 | 6                                                                                 | 0                                                                                 | 10                                                                                | 3.4%                                                                              | 2                                                                                 |                                                                                   |
|                                               |                                                                                           |                                               |                  |                                                                                   |                                                                                   |                                                                                   |                                                                                   |                                                                                   |                                                                                   |                                                                                   |                                                                                   |                                                                                   |                                                                                   |                                                                                   |
|                                               | Kambilan (Bảo vệ và tình giao hữu Kapampangans)                                           | 96,433                                        | 0.35%            | 0.35%                                                                             | 1                                                                                 | 0                                                                                 | 1                                                                                 | 0                                                                                 | 0                                                                                 | 0                                                                                 | 1                                                                                 | 0.3%                                                                              | 1                                                                                 |                                                                                   |
|                                               | Unang Sigaw (Đảng Thay đổi tiếng quần chúng thứ nhất Nueva Ecija)                         | 94,952                                        | 0.35%            | 0.34%                                                                             | 1                                                                                 | 0                                                                                 | 1                                                                                 | 0                                                                                 | 0                                                                                 | 0                                                                                 | 1                                                                                 | 0.3%                                                                              | 1                                                                                 |                                                                                   |
|                                               | Negros (Liên minh Đoàn kết Negros)                                                        | 91,467                                        | 0.34%            | 0.34%                                                                             | 1                                                                                 | 1                                                                                 | 0                                                                                 | 1                                                                                 | 0                                                                                 | 0                                                                                 | 1                                                                                 | 0.3%                                                                              | Giữ nguyên                                                                        |                                                                                   |
|                                               | Hugpong (Đảng Nhân dân Thành thị)                                                         | 65,324                                        | 0.24%            | 0.24%                                                                             | 1                                                                                 | 0                                                                                 | 0                                                                                 | 0                                                                                 | 0                                                                                 | 0                                                                                 | 0                                                                                 | 0.0%                                                                              | Giữ nguyên                                                                        |                                                                                   |
|                                               | Sulong Zambales (Zambales Tiên tiến)                                                      | 60,280                                        | 0.22%            | 0.22%                                                                             | 1                                                                                 | 1                                                                                 | 0                                                                                 | 0                                                                                 | 1                                                                                 | 0                                                                                 | 0                                                                                 | 0.0%                                                                              | 1                                                                                 |                                                                                   |
|                                               | Partidong Pagbabago ng Palawan (Đảng Thay đổi Palawan)                                    | 57,485                                        | 0.21%            | 0.21%                                                                             | 1                                                                                 | 0                                                                                 | 1                                                                                 | 0                                                                                 | 0                                                                                 | 0                                                                                 | 1                                                                                 | 0.3%                                                                              | 1                                                                                 |                                                                                   |
|                                               | BALANE (Đảng Lực lượng mới Nueva Ecija)                                                   | 39,372                                        | 0.14%            | 0.14%                                                                             | 1                                                                                 | 0                                                                                 | 0                                                                                 | 0                                                                                 | 0                                                                                 | 0                                                                                 | 0                                                                                 | 0.0%                                                                              | Giữ nguyên                                                                        |                                                                                   |
|                                               | Tingog Leytenon (Leyte Tích cực)                                                          | 34,025                                        | 0.12%            | 0.13%                                                                             | 1                                                                                 | 0                                                                                 | 0                                                                                 | 0                                                                                 | 0                                                                                 | 0                                                                                 | 0                                                                                 | 0.0%                                                                              | Giữ nguyên                                                                        |                                                                                   |
|                                               | AZAP (Đảng tiên tiến Zamboanga)                                                           | 15,881                                        | 0.06%            | 0.06%                                                                             | 1                                                                                 | 0                                                                                 | 0                                                                                 | 0                                                                                 | 0                                                                                 | 0                                                                                 | 0                                                                                 | 0.0%                                                                              | Giữ nguyên                                                                        |                                                                                   |
|                                               | Ompia (Đảng Ompia)                                                                        | 1,682                                         | 0.01%            | 0.01%                                                                             | 1                                                                                 | 0                                                                                 | 0                                                                                 | 0                                                                                 | 0                                                                                 | 0                                                                                 | 0                                                                                 | 0.0%                                                                              | Giữ nguyên                                                                        |                                                                                   |
| Đảng địa phương không liên kết                | Đảng địa phương không liên kết                                                            | 556,901                                       | 2.02%            | 1.84%                                                                             | 10                                                                                | 2                                                                                 | 3                                                                                 | 1                                                                                 | 1                                                                                 | 0                                                                                 | 4                                                                                 | 1.4%                                                                              | 2                                                                                 |                                                                                   |
|                                               |                                                                                           |                                               |                  |                                                                                   |                                                                                   |                                                                                   |                                                                                   |                                                                                   |                                                                                   |                                                                                   |                                                                                   |                                                                                   |                                                                                   |                                                                                   |
|                                               | NPC (Đảng Liên minh nhân dân quốc gia)                                                    | 4,800,907                                     | 17.36%           | 1.40%                                                                             | 71                                                                                | 40                                                                                | 4                                                                                 | 34                                                                                | 6                                                                                 | 4                                                                                 | 42                                                                                | 14.4%                                                                             | 2                                                                                 |                                                                                   |
|                                               | NUP (Đảng thống nhất Quốc gia)                                                            | 2,402,097                                     | 8.69%            | 8.69%                                                                             | 34                                                                                | 30                                                                                | 0                                                                                 | 24                                                                                | 6                                                                                 | 0                                                                                 | 24                                                                                | 8.2%                                                                              | 6                                                                                 |                                                                                   |
|                                               | NP (Đảng Dân tộc chủ nghĩa)                                                               | 2,364,400                                     | 8.55%            | 2.79%                                                                             | 44                                                                                | 20                                                                                | 5                                                                                 | 13                                                                                | 7                                                                                 | 0                                                                                 | 18                                                                                | 6.2%                                                                              | 2                                                                                 |                                                                                   |
|                                               | Lakas–CMD (Quyền lực Nhân dân-Thiên chúa Hồi giáo Dân chủ)                                | 1,472,464                                     | 5.33%            | 32.09%                                                                            | 24                                                                                | 18                                                                                | 0                                                                                 | 13                                                                                | 5                                                                                 | 1                                                                                 | 14                                                                                | 4.8%                                                                              | 4                                                                                 |                                                                                   |
|                                               | Aksyon Demokratiko (Hành động Dân chủ)                                                    | 97,982                                        | 0.35%            | 0.09%                                                                             | 8                                                                                 | 0                                                                                 | 0                                                                                 | 0                                                                                 | 0                                                                                 | 0                                                                                 | 0                                                                                 | 0.0%                                                                              | Giữ nguyên                                                                        |                                                                                   |
|                                               | KBL (Phong trào Xã hội mới)                                                               | 94,484                                        | 0.34%            | 0.12%                                                                             | 1                                                                                 | 1                                                                                 | 0                                                                                 | 1                                                                                 | 0                                                                                 | 0                                                                                 | 1                                                                                 | 0.3%                                                                              | Giữ nguyên                                                                        |                                                                                   |
|                                               | Laban ng Demokratikong Pilipino (Đấu tranh Dân chủ Filipinos)                             | 90,070                                        | 0.33%            | 0.15%                                                                             | 4                                                                                 | 1                                                                                 | 1                                                                                 | 1                                                                                 | 0                                                                                 | 0                                                                                 | 2                                                                                 | 0.7%                                                                              | 1                                                                                 |                                                                                   |
|                                               | CDP (Đảng Dân chủ trung dung Philippines)                                                 | 68,281                                        | 0.25%            | 0.25%                                                                             | 1                                                                                 | 1                                                                                 | 0                                                                                 | 1                                                                                 | 0                                                                                 | 0                                                                                 | 1                                                                                 | 0.3%                                                                              | Giữ nguyên                                                                        |                                                                                   |
|                                               | Ang Kapatiran (Liên minh vì lợi ích chung)                                                | 19,019                                        | 0.07%            | 0.06%                                                                             | 4                                                                                 | 0                                                                                 | 0                                                                                 | 0                                                                                 | 0                                                                                 | 0                                                                                 | 0                                                                                 | 0.0%                                                                              | Giữ nguyên                                                                        |                                                                                   |
|                                               | Partido ng Manggagawa at Magsasaka (Đảng Công nông)                                       | 10,396                                        | 0.04%            | 2.59%                                                                             | 4                                                                                 | 0                                                                                 | 0                                                                                 | 0                                                                                 | 0                                                                                 | 0                                                                                 | 0                                                                                 | 0.0%                                                                              | Giữ nguyên                                                                        |                                                                                   |
|                                               | Partido Lakas ng Masa (Đảng quần chúng lao động)                                          | 10,196                                        | 0.04%            | 0.04%                                                                             | 1                                                                                 | 0                                                                                 | 0                                                                                 | 0                                                                                 | 0                                                                                 | 0                                                                                 | 0                                                                                 | 0.0%                                                                              | Giữ nguyên                                                                        |                                                                                   |
|                                               | Makabayang Koalisyon ng Mamamayan (Liên hiệp Nhân dân ái quốc)                            | 3,870                                         | 0.01%            | 0.01%                                                                             | 2                                                                                 | 0                                                                                 | 0                                                                                 | 0                                                                                 | 0                                                                                 | 0                                                                                 | 0                                                                                 | 0.0%                                                                              | Giữ nguyên                                                                        |                                                                                   |
|                                               | DPP (Đảng Dân chủ Philippines)                                                            | 1,071                                         | 0.00%            | 0.00%                                                                             | 1                                                                                 | 0                                                                                 | 0                                                                                 | 0                                                                                 | 0                                                                                 | 0                                                                                 | 0                                                                                 | 0.0%                                                                              | Giữ nguyên                                                                        |                                                                                   |
|                                               | Độc lập                                                                                   | 1,665,324                                     | 6.02%            | 0.93%                                                                             | 172                                                                               | 4                                                                                 | 4                                                                                 | 1                                                                                 | 3                                                                                 | 1                                                                                 | 6                                                                                 | 2.1%                                                                              | 2                                                                                 |                                                                                   |
| Khuyết                                        | Khuyết                                                                                    | Khuyết                                        | —                | —                                                                                 | —                                                                                 | —                                                                                 | 5                                                                                 | 0                                                                                 | 0                                                                                 | 5                                                                                 | —                                                                                 | 0                                                                                 | 0.0%                                                                              | 5                                                                                 |
| Tổng                                          | Tổng                                                                                      | Tổng                                          | 27,584,741       | 100%                                                                              | N/A                                                                               | 628                                                                               | 229                                                                               | 44                                                                                | 180                                                                               | 44                                                                                | 10                                                                                | 234                                                                               | 80.1%                                                                             | 5                                                                                 |
| Phiếu hợp lệ                                  | Phiếu hợp lệ                                                                              | Phiếu hợp lệ                                  | 27,584,741       | Khoảng 8,3 triệu phiếu không minh bạch. Chưa xác định là hợp lệ hay không hợp lệ. | Khoảng 8,3 triệu phiếu không minh bạch. Chưa xác định là hợp lệ hay không hợp lệ. | Khoảng 8,3 triệu phiếu không minh bạch. Chưa xác định là hợp lệ hay không hợp lệ. | Khoảng 8,3 triệu phiếu không minh bạch. Chưa xác định là hợp lệ hay không hợp lệ. | Khoảng 8,3 triệu phiếu không minh bạch. Chưa xác định là hợp lệ hay không hợp lệ. | Khoảng 8,3 triệu phiếu không minh bạch. Chưa xác định là hợp lệ hay không hợp lệ. | Khoảng 8,3 triệu phiếu không minh bạch. Chưa xác định là hợp lệ hay không hợp lệ. | Khoảng 8,3 triệu phiếu không minh bạch. Chưa xác định là hợp lệ hay không hợp lệ. | Khoảng 8,3 triệu phiếu không minh bạch. Chưa xác định là hợp lệ hay không hợp lệ. | Khoảng 8,3 triệu phiếu không minh bạch. Chưa xác định là hợp lệ hay không hợp lệ. | Khoảng 8,3 triệu phiếu không minh bạch. Chưa xác định là hợp lệ hay không hợp lệ. |
| Phiếu không hợp lệ                            | Phiếu không hợp lệ                                                                        | Phiếu không hợp lệ                            | 4,148,957        | Khoảng 8,3 triệu phiếu không minh bạch. Chưa xác định là hợp lệ hay không hợp lệ. | Khoảng 8,3 triệu phiếu không minh bạch. Chưa xác định là hợp lệ hay không hợp lệ. | Khoảng 8,3 triệu phiếu không minh bạch. Chưa xác định là hợp lệ hay không hợp lệ. | Khoảng 8,3 triệu phiếu không minh bạch. Chưa xác định là hợp lệ hay không hợp lệ. | Khoảng 8,3 triệu phiếu không minh bạch. Chưa xác định là hợp lệ hay không hợp lệ. | Khoảng 8,3 triệu phiếu không minh bạch. Chưa xác định là hợp lệ hay không hợp lệ. | Khoảng 8,3 triệu phiếu không minh bạch. Chưa xác định là hợp lệ hay không hợp lệ. | Khoảng 8,3 triệu phiếu không minh bạch. Chưa xác định là hợp lệ hay không hợp lệ. | Khoảng 8,3 triệu phiếu không minh bạch. Chưa xác định là hợp lệ hay không hợp lệ. | Khoảng 8,3 triệu phiếu không minh bạch. Chưa xác định là hợp lệ hay không hợp lệ. | Khoảng 8,3 triệu phiếu không minh bạch. Chưa xác định là hợp lệ hay không hợp lệ. |
| Số người tham dự                              | Số người tham dự                                                                          | Số người tham dự                              | 40,144,207       | 75.77%                                                                            | 1.43                                                                              |                                                                                   |                                                                                   |                                                                                   |                                                                                   |                                                                                   |                                                                                   |                                                                                   |                                                                                   |                                                                                   |
| Số người đăng ký (với phiếu bầu ở nước ngoài) | Số người đăng ký (với phiếu bầu ở nước ngoài)                                             | Số người đăng ký (với phiếu bầu ở nước ngoài) | 52,014,648       | 100%                                                                              | 2.54%                                                                             |                                                                                   |                                                                                   |                                                                                   |                                                                                   |                                                                                   |                                                                                   |                                                                                   |                                                                                   |                                                                                   |

1. ↑  của 292 hạ nghị sĩ, bao gồm đại diện danh sách đảng.
2. ↑  Từ cầu thành cuối cùng Quốc hội 15.
3. ↑  Tất cả thành viên đương nhiệm của KKK đồng ứng cử với Đảng Tự do.
4. ↑  Tất cả đại diện đương nhiệm của PDP-Laban chạy đua theo UNA.
5. ↑  Tất cả đại diện đương nhiệm của PMP chạy đua theo UNA.

## Lịch sử

### Thời kỳ thuộc Tây Ban Nha
Khi Philippines là thuộc địa của Tây Ban Nha, các thuộc địa không được cử đại diện cho Quốc hội Tây Ban Nha. Chỉ vào năm 1809, khi các thuộc địa trở thành phần không thể thiếu của Tây Ban Nha và được đưa đại diện tới Quốc hội Tây Ban Nha. Ngày 19/3/1812 Hiến pháp Cadiz được phê chuẩn, dẫn tới 2 đại diện là Pedro Perez de Tagle và Jose Manuel Coretto có mặt tại Quốc hội ngày 24/9/1812. Tuy nhiên Napoleon thất bại trong trận Waterloo, anh trai của ông là Joseph Bonaparte thoái vị ngôi vua Tây Ban Nha và Hiến pháp Cadiz bị phủ nhận bởi Quốc hội ngày 24/5/1816 với hiến pháp bảo thủ hơn loại bỏ mọi đại diện thuộc địa trong Quốc hội. Phục hội đại diện Philippines tại Quốc hội là những bất bình của các Ilustrado (trí thức), các lớp học giáo dục cuối thế kỷ XIX.

### Thời kỳ cách mạng
Chiến dịch Ilustrado chuyển thành cách mạng Philippines nhằm lật đổ chế độ thuộc địa của Tây Ban Nha. Ngày 12/6/1898 Tổng thống Emilio Aguinaldo tuyên bố độc lập và triệu tập Quốc hội cách mạng tại Malolos. Quốc hội đã phê chuẩn Hiến pháp 1899. Với sự phê chuẩn của Hiệp ước Paris, Tây Ban Nha chính thức bán Philippines cho Hoa Kỳ. Các nhà cách mạng đã cố gắng ngăn cản sự xâm lược của Mỹ, phát động chiến tranh Philippines-Hoa Kỳ, nhưng bị đánh bại năm 1901 Aguinaldo bị bắt.

### Thời kỳ thuộc Hoa Kỳ
Trong thời gian thuộc Mỹ, cơ quan lập pháp tồn tại từ 1900-1907 là Ủy ban Philippines. Tổng thống Hoa Kỳ bổ nhiệm thành viên của Ủy ban Philippines. Hơn nữa 2 người Philippines phục vụ như là ủy viên thường trú của Hạ viện Hoa Kỳ 1907-1935. Sau đó chỉ còn 1 từ 1935-1946. Ủy viên thường trú có quyền phát biểu nhưng không có quyền bỏ phiếu.
Dự thảo Philippines năm 1902 quy định thiết lập lưỡng viện Nghị viện Philippines với Ủy ban Philippines là thượng viện và Hội đồng Philippines là hạ viện. Nghị viện Philippines được công bố năm 1907. Thông qua lãnh đạo là chủ tịch Hạ viện Sergio Osmeña và lãnh đạo đa số là Manuel L. Quezon, các quy tắc cơ bản cơ quan lập pháp của Philippines được Quốc hội Mỹ lần thứ 59 thông qua.
Năm 1916 Luật Jones thay đổi hệ thống luật pháp. Ủy ban Philippines bị xóa bỏ, một cơ quan lập pháp lưỡng viện gồm thượng viện và hạ viện ra đời.

### Cộng đồng chung và Đệ nhị Cộng hòa
Hệ thống pháp luật được thay đổi lần nữa năm 1935. Hiến pháp 1935 ngoài thiết lập hệ thống cộng đồng chung đã trao quyền nhiều hơn cho người Philippines và thành lập Quốc hội đơn viện. Vào năm 1940 tu chính hiến pháp 1935 Quốc hội lưỡng viện được thiết lập lại. Những người được bầu năm 1941 không được phục vụ tới 1945 khi Thế chiến II bùng nổ. Nhật Bản chiếm đóng thành lập Đệ nhị Cộng hòa và triệu tập Quốc hội riêng. Với thất bại của Nhật Bản, cộng đồng chung và Quốc hội được khôi phục. Và người Mỹ đã trao độc lập ngày 4/7/1946.

### Thời kỳ độc lập
Sau khi được trao độc lập, Đạo luật cộng hòa ra đời. Đạo luật quy định Quốc hội đầu tiên là Quốc hội thứ nhất của Cộng hòa. Các Quốc hội được bầu cho tới khi Tổng thống Ferdinand Marcos tuyên bố thiết quân luật vào ngày 23/9/1972. Tổng thống cai trị bằng sắc lệnh.
Ngay từ đầu năm 1970, Marcos đã triệu tập hội nghị tu chính hiến pháp 1935; trong năm 1973 hiến pháp được phê duyệt. Bãi bỏ lưỡng viện thiết lập Batasang Pambansa trong hệ thống bán tổng thống chính phủ. Batasang Pambansa bầu Thủ tướng. Batasang Pambansa triệu tập đầu tiên năm 1978.
Marcos bị lật đổ trong cuộc cách mạng quyền lực nhân dân năm 1986. Tổng thống Corazon Aquino cai trị bằng sắc lệnh. Cuối năm đó hội nghị tu chính hiến pháp được thiết lập. Cuộc trưng cầu dân ý diễn ra năm tiếp theo. Phục hội hệ thống tổng thống chính phủ và lưỡng viện. Năm 1987 được triệu tập lần đầu tiên.

### Tóm tắt
| Thời gian               | Ủy quyền                                     | Cơ quan lập pháp                     | Hệ thống                             | Thượng viện                          | Hạ viện                              |
| ----------------------- | -------------------------------------------- | ------------------------------------ | ------------------------------------ | ------------------------------------ | ------------------------------------ |
| 1898–99                 | República Filipina kiểm soát khu vực         | República Filipina kiểm soát khu vực | República Filipina kiểm soát khu vực | República Filipina kiểm soát khu vực | República Filipina kiểm soát khu vực |
| 1898–99                 | Hiến pháp Malolos                            | Quốc hội Malolos                     | đơn viện                             | Quốc hội Malolos                     | Quốc hội Malolos                     |
| 1898–99                 | Hoa Kỳ kiểm soát khu vực                     |                                      |                                      |                                      |                                      |
| 1898–99                 | Quyền chiến tranh ủy quyền Tổng thống Hoa Kỳ | Quân luật                            | Quân luật                            | Quân luật                            | Quân luật                            |
| 1900–02                 | República Filipina kiểm soát khu vực         | República Filipina kiểm soát khu vực | República Filipina kiểm soát khu vực | República Filipina kiểm soát khu vực | República Filipina kiểm soát khu vực |
| 1900–02                 | Hiến pháp Malolos                            | Quốc hội Malolos                     | đơn viện                             | Quốc hội Malolos                     | Quốc hội Malolos                     |
| 1900–02                 | Hoa Kỳ kiểm soát khu vực                     |                                      |                                      |                                      |                                      |
| 1900–02                 | Bổ nhiệm bởi Tổng thống Hoa Kỳ               | Ủy ban Taft                          | đơn viện                             | Ủy ban Philippine                    | Ủy ban Philippine                    |
| 1902–07                 | Luật cơ bản Philippine                       | Ủy ban Philippine                    | đơn viện                             | Ủy ban Philippine                    | Ủy ban Philippine                    |
| 1907–16                 | Luật cơ bản Philippine                       | Lập pháp Philippine                  | lưỡng viện                           | Ủy ban Philippine                    | Hội đồng Philippine                  |
| 1916–35                 | Luật tự quản Philippine                      | Lập pháp Philippine                  | lưỡng viện                           | Thượng viện                          | Hạ viện                              |
| 1935–41                 | Hiến pháp 1935                               | Quốc hội                             | đơn viện                             | Quốc hội                             | Quốc hội                             |
| 1943–44                 | Hiến pháp 1943                               | Quốc hội                             | đơn viện                             | Quốc hội                             | Quốc hội                             |
| 1945–46                 | Tu chính hiến pháp 1935                      | Quốc hội (khối cộng đồng)            | lưỡng viện                           | Thượng viện                          | Hạ viện                              |
| 1946–73                 | Tu chính hiến pháp 1935                      | Quốc hội                             | lưỡng viện                           | Thượng viện                          | Hạ viện                              |
| Không bao giờ triệu tập | Hiến pháp 1973                               | Quốc hội                             | đơn viện                             | Quốc hội                             | Quốc hội                             |
| 1978–86                 | Tu chính hiến pháp 1973                      | Batasang Pambansa                    | đơn viện                             | Batasang Pambansa                    | Batasang Pambansa                    |
| 1987–nay                | Hiến pháp 1987                               | Quốc hội                             | lưỡng viện                           | Thượng viện                          | Viện dân biểu                        |

## Trụ sở

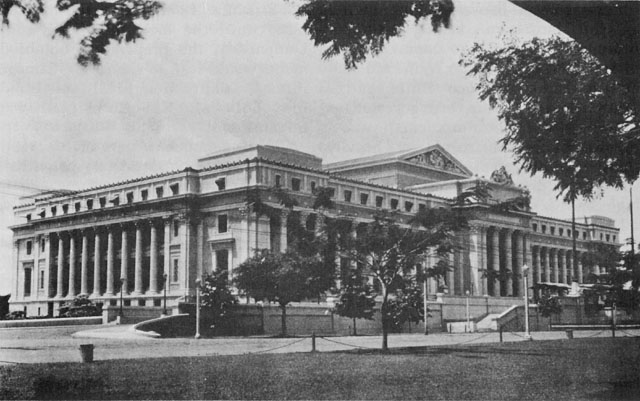
Tòa nhà Lập pháp năm 1930.

Khi thiết lập duy nhất 2 viện của Quốc hội nhóm họp tại Metro Manila, trụ sở của chính quyền: Thượng viện chia sẻ trụ sở với GSIS (Hệ thống dịch vụ bảo hiểm chính phủ) tại Pasay; trong khi Hạ viện có trụ sở tại khu phức hợp Batasang Pambansa. 
Nhà thờ Barasoain ở Malolos, Bulacan giữ vai trò như nơi gặp gỡ của Quốc hội độc viện trong nền Đệ nhất Cộng hòa.
Sau khi Mỹ đánh bại Đệ nhất Cộng hòa, người Mỹ lập cơ quan lập pháp Philippines có trụ sở tại Ayuntamiento ở Intramuros, Manila từ 1907 tới 1926. Trong tòa nhà lập pháp, thượng viện chiếm vị trí phía trên, còn hạ viện chiếm vị trí tầng dười.
Bị phá hủy trong trận Manila (1945), Quốc hội khối thịnh vượng triệu tập tại trường Nhật tại Sampaloc. Quốc hội đã tụ họp tại giảng đường của trường, và thượng viện sẽ họp vào buổi tối và hạ viện họp vào buổi sáng. Quốc hội đã trở lại Tòa nhà Quốc hội từ năm 1949-1973. Khi Tổng thống Marcos ra nghị định xây dựng tòa lập pháp độc viện tại thành phố Quezon, nay là Khu phức hợp Batasang Pambansa. Cơ quan lập pháp được đặt tên là Batasang Pambansa (Lập pháp Quốc gia), lần đầu tiên triệu tập tại Khu phức hợp năm 1978.
Với việc lật đổ Marcos bởi cách mạng quyền lực nhân dân, lập pháp lưỡng viện được khôi phục. Viện dân biểu thừa hưởng khu phức hợp và thượng viện trở về Tòa nhà Quốc hội. Năm 1997 Thượng viện chuyển trụ sở về tòa nhà thuộc sở hữu của GSIS tại vịnh Manila ở Pasay; Tòa nhà Quốc hội được thiết lập thành bảo tàng Quốc gia Philippines.